# Дебет и кредит
Де́бет и кре́дит — стандартизированные методологические приёмы бухгалтерского учёта. Они раскрывают возможности хозяйственных и других процессов и их направление, и они же ставят границы этим возможностям.
Существует два вида счетов: активные и пассивные. Пассивные — это привлечённые средства; активные — размещённые средства компании, предприятия или банка. Для активных счетов: дебет — приход, кредит — расход средств. Для пассивных: кредит — приход, дебет — расход.
Де́бет (от лат. debet — букв. ‘он должен’) — левая сторона бухгалтерского счёта. По активным и активно-пассивным счетам: увеличение дебета означает увеличение стоимости имущества или имущественных прав организации. По пассивным счетам: увеличение дебета означает уменьшение собственных средств организации (источников). В латыни для этого термина используется слово debitum — «долг».
Кре́дит (от лат. credit — букв. ‘он верит’) — правая сторона бухгалтерского счёта. По активным и активно-пассивным счетам: увеличение кредита означает уменьшение стоимости имущества или имущественных прав организации. По пассивным счетам: увеличение кредита означает увеличение собственных средств организации (источников).
Де́бет и кре́дит — части бухгалтерской проводки. В кредит записывается источник средств, в дебет — получатель. В соответствии с одним из определений, дебет есть увеличение в счетах имущества и уменьшение в счетах чистого имущества, а кредит есть уменьшение в счетах имущества и увеличение в счетах чистого имущества.

## Основные сведения

### Дебет
Левая сторона бухгалтерского счёта, обозначающая (несколько упрощая) имущество или имущественные права предприятия в контексте учитываемых на счёте фактов.
Различают понятия дебето́вого остатка счёта на некую дату и дебето́вый оборот счёта за некий промежуток времени.
Дебетовый остаток — денежная оценка стоимости имущества или имущественных прав предприятия, учитываемых на счёте, на некий момент времени.
Дебетовый оборот — суммарная денежная оценка всех хозяйственных операций за промежуток времени, приведших к увеличению имущества/имущественных прав или уменьшению источника формирования имущества, которые учитываются на рассматриваемом счёте.
На активных счетах происходит движение средств из кредита в дебет.
На пассивных счетах средства движутся из дебета в кредит.
Строго говоря, при отражении хозяйственных операций дебетовый оборот в активных счетах означает увеличение учитываемых сумм (на активных счетах обычно учитывается имущество или имущественные права предприятия или издержки).
Дебетовый оборот в пассивных счетах — обозначает уменьшение учитываемых сумм (на пассивных счетах обычно учитывается выручка и различные виды задолженности предприятия).
Часто употребляемый термин «дебет проводки» самостоятельного значения не имеет, под дебетом проводки подразумевается дебет счёта, который затрагивает проводка.
В таблице ниже указано, по какой стороне увеличивается или уменьшается та или иная статья (в данный момент):
| Тип           | Дебет | Кредит | Пояснение |
| ------------- | ----- | ------ | --- |
| Актив         | +     | −      | Если дебетовый оборот, то имущество «наращивается», если кредитовый — наоборот. Сальдо (остаток) может быть только дебетовым                                                                            |
| Обязательство | −     | +      | Если кредитовый оборот, то обязательства фирмы перед другими «игроками рынка» (компаниями) растут. Если дебетовый — наоборот. Сальдо (остаток) может быть только кредитовым                             |
| Прибыль       | −     | +      | Если дебетовый оборот, то это убыток (фирма получила активов меньше, чем сумма возникших обязательств). Если оборот кредитовый — наоборот, это прибыль. Убыток уменьшает капитал, прибыль — увеличивает |
| Доходы        | −     | +      | Означает, что фирма получила доход от операции (источник новых активов фирмы) |
| Расходы       | +     | −      | Означает, что фирма понесла расход от операции (куда потрачены активы фирмы) |
| Капитал       | −     | +      | Капитал уменьшается, видно, что это происходит из-за убытков (превышения расходов над доходами) |

Употребление терминов «дебет» и «кредит» (и их имплементация в национальные системы бухгалтерского учёта) не всегда проходило гладко — в частности, эти термины встречали значительное отторжение у русского теоретика бухгалтерского учёта Ф. В. Езерского: тот видел явную избыточность в вводе подобных терминов, и предлагал заменить их на привычные «доход» и «расход». Тем не менее, подобный подход не нашёл поддержки, и термины «дебет» и «кредит» прочно утвердились в российской теории и практике бухгалтерского учёта.